# Copa Sudamericana 2022
Navigation
Édition précédente Édition suivante
La Copa Sudamericana 2022, officiellement Copa Conmebol Sudamericana 2022, est la 21e édition de la Copa Sudamericana, équivalent sud-américain de la Ligue Europa. Le vainqueur se qualifie pour la Copa Libertadores 2023, la Recopa Sudamericana 2023, la Coupe Levain 2023 et le Club Challenge UEFA-CONMEBOL 2023. 56 clubs sont engagés dans cette édition : quatre clubs par fédération nationale, sauf pour les fédérations argentine et brésilienne, qui engagent respectivement six clubs, puis quatre perdants du troisième tour préliminaire et les huit troisièmes de la phase de groupes de la Copa Libertadores sont repêchés en Copa Sudamericana.

## Format
- Dans la première phase, des équipes de toutes les fédérations sauf l'Argentine et le Brésil joueront contre une équipe de leur même fédération en matchs aller et retour. Les vainqueurs se qualifieront pour la phase de groupes, donc chaque fédération aura deux équipes dans la phase de groupes.
- Les équipes d'Argentine et du Brésil, ainsi que les quatre équipes éliminées lors du troisième tour de la Copa Libertadores, seront incluses dans la phase de groupes. Les vainqueurs de chaque groupe se qualifieront pour les huitièmes de finale.
- Les huit clubs classés à la troisième place de la phase de groupes de la Copa Libertadores entreront dans la compétition en huitièmes de finale.

## Règles
Le format de la compétition est toujours le même et consiste en une série de matchs aller-retour à élimination directe. Les clubs sont départagés ainsi :
- Nombre de buts marqués sur l'ensemble des deux rencontres,
- La règle du but à l'extérieur est abolie depuis le 15 novembre 2021[2], en cas d'égalité à la fin du second match, une séance de tirs au but est organisée. Il n'y a pas de prolongations.

## Clubs participants
| Huitièmes de finale | Huitièmes de finale | Huitièmes de finale | Huitièmes de finale | Huitièmes de finale | Huitièmes de finale | Huitièmes de finale | Huitièmes de finale | Huitièmes de finale | Huitièmes de finale | Huitièmes de finale | Huitièmes de finale | Huitièmes de finale | Huitièmes de finale | Huitièmes de finale | Huitièmes de finale |
| --- | --- | --- | --- | --- | --- | --- | --- | --- | --- | --- | --- | --- | --- | --- | --- |
| - 8 troisièmes des poules de la Copa Libertadores 2022 : - Deportivo Táchira - The Strongest La Paz - Nacional - Independiente del Valle - Deportivo Cali - Colo-Colo - Club Olimpia - Universidad Católica | - 8 troisièmes des poules de la Copa Libertadores 2022 : - Deportivo Táchira - The Strongest La Paz - Nacional - Independiente del Valle - Deportivo Cali - Colo-Colo - Club Olimpia - Universidad Católica | - 8 troisièmes des poules de la Copa Libertadores 2022 : - Deportivo Táchira - The Strongest La Paz - Nacional - Independiente del Valle - Deportivo Cali - Colo-Colo - Club Olimpia - Universidad Católica | - 8 troisièmes des poules de la Copa Libertadores 2022 : - Deportivo Táchira - The Strongest La Paz - Nacional - Independiente del Valle - Deportivo Cali - Colo-Colo - Club Olimpia - Universidad Católica | - 8 troisièmes des poules de la Copa Libertadores 2022 : - Deportivo Táchira - The Strongest La Paz - Nacional - Independiente del Valle - Deportivo Cali - Colo-Colo - Club Olimpia - Universidad Católica | - 8 troisièmes des poules de la Copa Libertadores 2022 : - Deportivo Táchira - The Strongest La Paz - Nacional - Independiente del Valle - Deportivo Cali - Colo-Colo - Club Olimpia - Universidad Católica | - 8 troisièmes des poules de la Copa Libertadores 2022 : - Deportivo Táchira - The Strongest La Paz - Nacional - Independiente del Valle - Deportivo Cali - Colo-Colo - Club Olimpia - Universidad Católica | - 8 troisièmes des poules de la Copa Libertadores 2022 : - Deportivo Táchira - The Strongest La Paz - Nacional - Independiente del Valle - Deportivo Cali - Colo-Colo - Club Olimpia - Universidad Católica | - 8 premiers de poule : - Ceará SC - São Paulo FC - Atlético Goianiense - CA Unión - SC Internacional - FBC Melgar - CA Lanús - Santos FC | - 8 premiers de poule : - Ceará SC - São Paulo FC - Atlético Goianiense - CA Unión - SC Internacional - FBC Melgar - CA Lanús - Santos FC | - 8 premiers de poule : - Ceará SC - São Paulo FC - Atlético Goianiense - CA Unión - SC Internacional - FBC Melgar - CA Lanús - Santos FC | - 8 premiers de poule : - Ceará SC - São Paulo FC - Atlético Goianiense - CA Unión - SC Internacional - FBC Melgar - CA Lanús - Santos FC | - 8 premiers de poule : - Ceará SC - São Paulo FC - Atlético Goianiense - CA Unión - SC Internacional - FBC Melgar - CA Lanús - Santos FC | - 8 premiers de poule : - Ceará SC - São Paulo FC - Atlético Goianiense - CA Unión - SC Internacional - FBC Melgar - CA Lanús - Santos FC | - 8 premiers de poule : - Ceará SC - São Paulo FC - Atlético Goianiense - CA Unión - SC Internacional - FBC Melgar - CA Lanús - Santos FC | - 8 premiers de poule : - Ceará SC - São Paulo FC - Atlético Goianiense - CA Unión - SC Internacional - FBC Melgar - CA Lanús - Santos FC |
| Phase de poule | | | | | | | | | | | | | | | |
| - 4 équipes repêchées du 3e tour de qualification de la Copa Libertadores : - Barcelona SC - CD Everton - Fluminense FC - Universidad Católica | - 4 équipes repêchées du 3e tour de qualification de la Copa Libertadores : - Barcelona SC - CD Everton - Fluminense FC - Universidad Católica | - 4 équipes repêchées du 3e tour de qualification de la Copa Libertadores : - Barcelona SC - CD Everton - Fluminense FC - Universidad Católica | - 4 équipes repêchées du 3e tour de qualification de la Copa Libertadores : - Barcelona SC - CD Everton - Fluminense FC - Universidad Católica | - 4 équipes repêchées du 3e tour de qualification de la Copa Libertadores : - Barcelona SC - CD Everton - Fluminense FC - Universidad Católica | - 4 équipes repêchées du 3e tour de qualification de la Copa Libertadores : - Barcelona SC - CD Everton - Fluminense FC - Universidad Católica | - 4 équipes repêchées du 3e tour de qualification de la Copa Libertadores : - Barcelona SC - CD Everton - Fluminense FC - Universidad Católica | - 4 équipes repêchées du 3e tour de qualification de la Copa Libertadores : - Barcelona SC - CD Everton - Fluminense FC - Universidad Católica | - 12 équipes du Brésil et de l'Argentine : - Atlético Goianiense - Santos FC - Ceará SC - SC Internacional - São Paulo FC - Cuiabá EC - CA Banfield Vainqueur de la qualification en Coupe de la Ligue argentine 2020 - Defensa y Justicia - CA Independiente - CA Lanús - Racing Club - CA Unión | - 12 équipes du Brésil et de l'Argentine : - Atlético Goianiense - Santos FC - Ceará SC - SC Internacional - São Paulo FC - Cuiabá EC - CA Banfield Vainqueur de la qualification en Coupe de la Ligue argentine 2020 - Defensa y Justicia - CA Independiente - CA Lanús - Racing Club - CA Unión | - 12 équipes du Brésil et de l'Argentine : - Atlético Goianiense - Santos FC - Ceará SC - SC Internacional - São Paulo FC - Cuiabá EC - CA Banfield Vainqueur de la qualification en Coupe de la Ligue argentine 2020 - Defensa y Justicia - CA Independiente - CA Lanús - Racing Club - CA Unión | - 12 équipes du Brésil et de l'Argentine : - Atlético Goianiense - Santos FC - Ceará SC - SC Internacional - São Paulo FC - Cuiabá EC - CA Banfield Vainqueur de la qualification en Coupe de la Ligue argentine 2020 - Defensa y Justicia - CA Independiente - CA Lanús - Racing Club - CA Unión | - 12 équipes du Brésil et de l'Argentine : - Atlético Goianiense - Santos FC - Ceará SC - SC Internacional - São Paulo FC - Cuiabá EC - CA Banfield Vainqueur de la qualification en Coupe de la Ligue argentine 2020 - Defensa y Justicia - CA Independiente - CA Lanús - Racing Club - CA Unión | - 12 équipes du Brésil et de l'Argentine : - Atlético Goianiense - Santos FC - Ceará SC - SC Internacional - São Paulo FC - Cuiabá EC - CA Banfield Vainqueur de la qualification en Coupe de la Ligue argentine 2020 - Defensa y Justicia - CA Independiente - CA Lanús - Racing Club - CA Unión | - 12 équipes du Brésil et de l'Argentine : - Atlético Goianiense - Santos FC - Ceará SC - SC Internacional - São Paulo FC - Cuiabá EC - CA Banfield Vainqueur de la qualification en Coupe de la Ligue argentine 2020 - Defensa y Justicia - CA Independiente - CA Lanús - Racing Club - CA Unión | - 12 équipes du Brésil et de l'Argentine : - Atlético Goianiense - Santos FC - Ceará SC - SC Internacional - São Paulo FC - Cuiabá EC - CA Banfield Vainqueur de la qualification en Coupe de la Ligue argentine 2020 - Defensa y Justicia - CA Independiente - CA Lanús - Racing Club - CA Unión |
| Premier tour | | | | | | | | | | | | | | | |
| - Royal Pari 5e du Championnat de Bolivie de football 2021 - Oriente Petrolero 6e du Championnat de Bolivie de football 2021 - Jorge Wilstermann 7e du Championnat de Bolivie de football 2021 - CD Guabirá 8e du Championnat de Bolivie de football 2021 - Atlético Junior 4e du classement cumulé du championnat de Colombie 2021 - América de Cali 5e du classement cumulé du championnat de Colombie 2021 - CD La Equidad 6e du classement cumulé du championnat de Colombie 2021 - Independiente Medellín Vainqueur de la Coupe de Colombie 2020 - Club Nacional 5e du Classement cumulé du championnat du Paraguay 2021 - Guaireña FC 6e du Classement cumulé du championnat du Paraguay 2021 - Sol de América Finaliste de la Coupe du Paraguay 2021 - General Caballero 1er de la Division Intermedia 2021 - Cerro Largo 5e du Classement cumulé du championnat d'Uruguay 2021 - Montevideo Wanderers 6e du Classement cumulé du championnat d'Uruguay 2021 - Liverpool FC 7e du Classement cumulé du championnat d'Uruguay 2021 - River Plate 8e du Classement cumulé du championnat d'Uruguay 2021 | - Royal Pari 5e du Championnat de Bolivie de football 2021 - Oriente Petrolero 6e du Championnat de Bolivie de football 2021 - Jorge Wilstermann 7e du Championnat de Bolivie de football 2021 - CD Guabirá 8e du Championnat de Bolivie de football 2021 - Atlético Junior 4e du classement cumulé du championnat de Colombie 2021 - América de Cali 5e du classement cumulé du championnat de Colombie 2021 - CD La Equidad 6e du classement cumulé du championnat de Colombie 2021 - Independiente Medellín Vainqueur de la Coupe de Colombie 2020 - Club Nacional 5e du Classement cumulé du championnat du Paraguay 2021 - Guaireña FC 6e du Classement cumulé du championnat du Paraguay 2021 - Sol de América Finaliste de la Coupe du Paraguay 2021 - General Caballero 1er de la Division Intermedia 2021 - Cerro Largo 5e du Classement cumulé du championnat d'Uruguay 2021 - Montevideo Wanderers 6e du Classement cumulé du championnat d'Uruguay 2021 - Liverpool FC 7e du Classement cumulé du championnat d'Uruguay 2021 - River Plate 8e du Classement cumulé du championnat d'Uruguay 2021 | - Royal Pari 5e du Championnat de Bolivie de football 2021 - Oriente Petrolero 6e du Championnat de Bolivie de football 2021 - Jorge Wilstermann 7e du Championnat de Bolivie de football 2021 - CD Guabirá 8e du Championnat de Bolivie de football 2021 - Atlético Junior 4e du classement cumulé du championnat de Colombie 2021 - América de Cali 5e du classement cumulé du championnat de Colombie 2021 - CD La Equidad 6e du classement cumulé du championnat de Colombie 2021 - Independiente Medellín Vainqueur de la Coupe de Colombie 2020 - Club Nacional 5e du Classement cumulé du championnat du Paraguay 2021 - Guaireña FC 6e du Classement cumulé du championnat du Paraguay 2021 - Sol de América Finaliste de la Coupe du Paraguay 2021 - General Caballero 1er de la Division Intermedia 2021 - Cerro Largo 5e du Classement cumulé du championnat d'Uruguay 2021 - Montevideo Wanderers 6e du Classement cumulé du championnat d'Uruguay 2021 - Liverpool FC 7e du Classement cumulé du championnat d'Uruguay 2021 - River Plate 8e du Classement cumulé du championnat d'Uruguay 2021 | - Royal Pari 5e du Championnat de Bolivie de football 2021 - Oriente Petrolero 6e du Championnat de Bolivie de football 2021 - Jorge Wilstermann 7e du Championnat de Bolivie de football 2021 - CD Guabirá 8e du Championnat de Bolivie de football 2021 - Atlético Junior 4e du classement cumulé du championnat de Colombie 2021 - América de Cali 5e du classement cumulé du championnat de Colombie 2021 - CD La Equidad 6e du classement cumulé du championnat de Colombie 2021 - Independiente Medellín Vainqueur de la Coupe de Colombie 2020 - Club Nacional 5e du Classement cumulé du championnat du Paraguay 2021 - Guaireña FC 6e du Classement cumulé du championnat du Paraguay 2021 - Sol de América Finaliste de la Coupe du Paraguay 2021 - General Caballero 1er de la Division Intermedia 2021 - Cerro Largo 5e du Classement cumulé du championnat d'Uruguay 2021 - Montevideo Wanderers 6e du Classement cumulé du championnat d'Uruguay 2021 - Liverpool FC 7e du Classement cumulé du championnat d'Uruguay 2021 - River Plate 8e du Classement cumulé du championnat d'Uruguay 2021 | - Royal Pari 5e du Championnat de Bolivie de football 2021 - Oriente Petrolero 6e du Championnat de Bolivie de football 2021 - Jorge Wilstermann 7e du Championnat de Bolivie de football 2021 - CD Guabirá 8e du Championnat de Bolivie de football 2021 - Atlético Junior 4e du classement cumulé du championnat de Colombie 2021 - América de Cali 5e du classement cumulé du championnat de Colombie 2021 - CD La Equidad 6e du classement cumulé du championnat de Colombie 2021 - Independiente Medellín Vainqueur de la Coupe de Colombie 2020 - Club Nacional 5e du Classement cumulé du championnat du Paraguay 2021 - Guaireña FC 6e du Classement cumulé du championnat du Paraguay 2021 - Sol de América Finaliste de la Coupe du Paraguay 2021 - General Caballero 1er de la Division Intermedia 2021 - Cerro Largo 5e du Classement cumulé du championnat d'Uruguay 2021 - Montevideo Wanderers 6e du Classement cumulé du championnat d'Uruguay 2021 - Liverpool FC 7e du Classement cumulé du championnat d'Uruguay 2021 - River Plate 8e du Classement cumulé du championnat d'Uruguay 2021 | - Royal Pari 5e du Championnat de Bolivie de football 2021 - Oriente Petrolero 6e du Championnat de Bolivie de football 2021 - Jorge Wilstermann 7e du Championnat de Bolivie de football 2021 - CD Guabirá 8e du Championnat de Bolivie de football 2021 - Atlético Junior 4e du classement cumulé du championnat de Colombie 2021 - América de Cali 5e du classement cumulé du championnat de Colombie 2021 - CD La Equidad 6e du classement cumulé du championnat de Colombie 2021 - Independiente Medellín Vainqueur de la Coupe de Colombie 2020 - Club Nacional 5e du Classement cumulé du championnat du Paraguay 2021 - Guaireña FC 6e du Classement cumulé du championnat du Paraguay 2021 - Sol de América Finaliste de la Coupe du Paraguay 2021 - General Caballero 1er de la Division Intermedia 2021 - Cerro Largo 5e du Classement cumulé du championnat d'Uruguay 2021 - Montevideo Wanderers 6e du Classement cumulé du championnat d'Uruguay 2021 - Liverpool FC 7e du Classement cumulé du championnat d'Uruguay 2021 - River Plate 8e du Classement cumulé du championnat d'Uruguay 2021 | - Royal Pari 5e du Championnat de Bolivie de football 2021 - Oriente Petrolero 6e du Championnat de Bolivie de football 2021 - Jorge Wilstermann 7e du Championnat de Bolivie de football 2021 - CD Guabirá 8e du Championnat de Bolivie de football 2021 - Atlético Junior 4e du classement cumulé du championnat de Colombie 2021 - América de Cali 5e du classement cumulé du championnat de Colombie 2021 - CD La Equidad 6e du classement cumulé du championnat de Colombie 2021 - Independiente Medellín Vainqueur de la Coupe de Colombie 2020 - Club Nacional 5e du Classement cumulé du championnat du Paraguay 2021 - Guaireña FC 6e du Classement cumulé du championnat du Paraguay 2021 - Sol de América Finaliste de la Coupe du Paraguay 2021 - General Caballero 1er de la Division Intermedia 2021 - Cerro Largo 5e du Classement cumulé du championnat d'Uruguay 2021 - Montevideo Wanderers 6e du Classement cumulé du championnat d'Uruguay 2021 - Liverpool FC 7e du Classement cumulé du championnat d'Uruguay 2021 - River Plate 8e du Classement cumulé du championnat d'Uruguay 2021 | - Royal Pari 5e du Championnat de Bolivie de football 2021 - Oriente Petrolero 6e du Championnat de Bolivie de football 2021 - Jorge Wilstermann 7e du Championnat de Bolivie de football 2021 - CD Guabirá 8e du Championnat de Bolivie de football 2021 - Atlético Junior 4e du classement cumulé du championnat de Colombie 2021 - América de Cali 5e du classement cumulé du championnat de Colombie 2021 - CD La Equidad 6e du classement cumulé du championnat de Colombie 2021 - Independiente Medellín Vainqueur de la Coupe de Colombie 2020 - Club Nacional 5e du Classement cumulé du championnat du Paraguay 2021 - Guaireña FC 6e du Classement cumulé du championnat du Paraguay 2021 - Sol de América Finaliste de la Coupe du Paraguay 2021 - General Caballero 1er de la Division Intermedia 2021 - Cerro Largo 5e du Classement cumulé du championnat d'Uruguay 2021 - Montevideo Wanderers 6e du Classement cumulé du championnat d'Uruguay 2021 - Liverpool FC 7e du Classement cumulé du championnat d'Uruguay 2021 - River Plate 8e du Classement cumulé du championnat d'Uruguay 2021 | - Unión La Calera 4e du Championnat du Chili de football 2021 - Unión Española 5e du Championnat du Chili de football 2021 - CD Antofagasta 6e du Championnat du Chili de football 2021 - Deportivo Ñublense 7e du Championnat du Chili de football 2021 - 9 de Octubre 5e du Classement cumulé du championnat d'Équateur 2021 - LDU Quito 6e du Classement cumulé du championnat d'Équateur 2021 - Mushuc Runa SC 7e du Classement cumulé du championnat d'Équateur 2021 - Delfín SC 8e du Classement cumulé du championnat d'Équateur 2021 - FBC Melgar 5e du Championnat du Pérou de football 2021 - Cienciano del Cusco 6e du Championnat du Pérou de football 2021 - Sport Boys 7e du Championnat du Pérou de football 2021 - Ayacucho FC 8e du Championnat du Pérou de football 2020 - Deportivo La Guaira 5e de la phase A du Championnat du Venezuela de football 2021 - Estudiantes de Mérida 6e de la phase A du Championnat du Venezuela de football 2021 - Hermanos Colmenarez 1er de la phase B du Championnat du Venezuela de football 2021 - Metropolitanos FC 2e de la phase B Championnat du Venezuela de football 2021 | - Unión La Calera 4e du Championnat du Chili de football 2021 - Unión Española 5e du Championnat du Chili de football 2021 - CD Antofagasta 6e du Championnat du Chili de football 2021 - Deportivo Ñublense 7e du Championnat du Chili de football 2021 - 9 de Octubre 5e du Classement cumulé du championnat d'Équateur 2021 - LDU Quito 6e du Classement cumulé du championnat d'Équateur 2021 - Mushuc Runa SC 7e du Classement cumulé du championnat d'Équateur 2021 - Delfín SC 8e du Classement cumulé du championnat d'Équateur 2021 - FBC Melgar 5e du Championnat du Pérou de football 2021 - Cienciano del Cusco 6e du Championnat du Pérou de football 2021 - Sport Boys 7e du Championnat du Pérou de football 2021 - Ayacucho FC 8e du Championnat du Pérou de football 2020 - Deportivo La Guaira 5e de la phase A du Championnat du Venezuela de football 2021 - Estudiantes de Mérida 6e de la phase A du Championnat du Venezuela de football 2021 - Hermanos Colmenarez 1er de la phase B du Championnat du Venezuela de football 2021 - Metropolitanos FC 2e de la phase B Championnat du Venezuela de football 2021 | - Unión La Calera 4e du Championnat du Chili de football 2021 - Unión Española 5e du Championnat du Chili de football 2021 - CD Antofagasta 6e du Championnat du Chili de football 2021 - Deportivo Ñublense 7e du Championnat du Chili de football 2021 - 9 de Octubre 5e du Classement cumulé du championnat d'Équateur 2021 - LDU Quito 6e du Classement cumulé du championnat d'Équateur 2021 - Mushuc Runa SC 7e du Classement cumulé du championnat d'Équateur 2021 - Delfín SC 8e du Classement cumulé du championnat d'Équateur 2021 - FBC Melgar 5e du Championnat du Pérou de football 2021 - Cienciano del Cusco 6e du Championnat du Pérou de football 2021 - Sport Boys 7e du Championnat du Pérou de football 2021 - Ayacucho FC 8e du Championnat du Pérou de football 2020 - Deportivo La Guaira 5e de la phase A du Championnat du Venezuela de football 2021 - Estudiantes de Mérida 6e de la phase A du Championnat du Venezuela de football 2021 - Hermanos Colmenarez 1er de la phase B du Championnat du Venezuela de football 2021 - Metropolitanos FC 2e de la phase B Championnat du Venezuela de football 2021 | - Unión La Calera 4e du Championnat du Chili de football 2021 - Unión Española 5e du Championnat du Chili de football 2021 - CD Antofagasta 6e du Championnat du Chili de football 2021 - Deportivo Ñublense 7e du Championnat du Chili de football 2021 - 9 de Octubre 5e du Classement cumulé du championnat d'Équateur 2021 - LDU Quito 6e du Classement cumulé du championnat d'Équateur 2021 - Mushuc Runa SC 7e du Classement cumulé du championnat d'Équateur 2021 - Delfín SC 8e du Classement cumulé du championnat d'Équateur 2021 - FBC Melgar 5e du Championnat du Pérou de football 2021 - Cienciano del Cusco 6e du Championnat du Pérou de football 2021 - Sport Boys 7e du Championnat du Pérou de football 2021 - Ayacucho FC 8e du Championnat du Pérou de football 2020 - Deportivo La Guaira 5e de la phase A du Championnat du Venezuela de football 2021 - Estudiantes de Mérida 6e de la phase A du Championnat du Venezuela de football 2021 - Hermanos Colmenarez 1er de la phase B du Championnat du Venezuela de football 2021 - Metropolitanos FC 2e de la phase B Championnat du Venezuela de football 2021 | - Unión La Calera 4e du Championnat du Chili de football 2021 - Unión Española 5e du Championnat du Chili de football 2021 - CD Antofagasta 6e du Championnat du Chili de football 2021 - Deportivo Ñublense 7e du Championnat du Chili de football 2021 - 9 de Octubre 5e du Classement cumulé du championnat d'Équateur 2021 - LDU Quito 6e du Classement cumulé du championnat d'Équateur 2021 - Mushuc Runa SC 7e du Classement cumulé du championnat d'Équateur 2021 - Delfín SC 8e du Classement cumulé du championnat d'Équateur 2021 - FBC Melgar 5e du Championnat du Pérou de football 2021 - Cienciano del Cusco 6e du Championnat du Pérou de football 2021 - Sport Boys 7e du Championnat du Pérou de football 2021 - Ayacucho FC 8e du Championnat du Pérou de football 2020 - Deportivo La Guaira 5e de la phase A du Championnat du Venezuela de football 2021 - Estudiantes de Mérida 6e de la phase A du Championnat du Venezuela de football 2021 - Hermanos Colmenarez 1er de la phase B du Championnat du Venezuela de football 2021 - Metropolitanos FC 2e de la phase B Championnat du Venezuela de football 2021 | - Unión La Calera 4e du Championnat du Chili de football 2021 - Unión Española 5e du Championnat du Chili de football 2021 - CD Antofagasta 6e du Championnat du Chili de football 2021 - Deportivo Ñublense 7e du Championnat du Chili de football 2021 - 9 de Octubre 5e du Classement cumulé du championnat d'Équateur 2021 - LDU Quito 6e du Classement cumulé du championnat d'Équateur 2021 - Mushuc Runa SC 7e du Classement cumulé du championnat d'Équateur 2021 - Delfín SC 8e du Classement cumulé du championnat d'Équateur 2021 - FBC Melgar 5e du Championnat du Pérou de football 2021 - Cienciano del Cusco 6e du Championnat du Pérou de football 2021 - Sport Boys 7e du Championnat du Pérou de football 2021 - Ayacucho FC 8e du Championnat du Pérou de football 2020 - Deportivo La Guaira 5e de la phase A du Championnat du Venezuela de football 2021 - Estudiantes de Mérida 6e de la phase A du Championnat du Venezuela de football 2021 - Hermanos Colmenarez 1er de la phase B du Championnat du Venezuela de football 2021 - Metropolitanos FC 2e de la phase B Championnat du Venezuela de football 2021 | - Unión La Calera 4e du Championnat du Chili de football 2021 - Unión Española 5e du Championnat du Chili de football 2021 - CD Antofagasta 6e du Championnat du Chili de football 2021 - Deportivo Ñublense 7e du Championnat du Chili de football 2021 - 9 de Octubre 5e du Classement cumulé du championnat d'Équateur 2021 - LDU Quito 6e du Classement cumulé du championnat d'Équateur 2021 - Mushuc Runa SC 7e du Classement cumulé du championnat d'Équateur 2021 - Delfín SC 8e du Classement cumulé du championnat d'Équateur 2021 - FBC Melgar 5e du Championnat du Pérou de football 2021 - Cienciano del Cusco 6e du Championnat du Pérou de football 2021 - Sport Boys 7e du Championnat du Pérou de football 2021 - Ayacucho FC 8e du Championnat du Pérou de football 2020 - Deportivo La Guaira 5e de la phase A du Championnat du Venezuela de football 2021 - Estudiantes de Mérida 6e de la phase A du Championnat du Venezuela de football 2021 - Hermanos Colmenarez 1er de la phase B du Championnat du Venezuela de football 2021 - Metropolitanos FC 2e de la phase B Championnat du Venezuela de football 2021 | - Unión La Calera 4e du Championnat du Chili de football 2021 - Unión Española 5e du Championnat du Chili de football 2021 - CD Antofagasta 6e du Championnat du Chili de football 2021 - Deportivo Ñublense 7e du Championnat du Chili de football 2021 - 9 de Octubre 5e du Classement cumulé du championnat d'Équateur 2021 - LDU Quito 6e du Classement cumulé du championnat d'Équateur 2021 - Mushuc Runa SC 7e du Classement cumulé du championnat d'Équateur 2021 - Delfín SC 8e du Classement cumulé du championnat d'Équateur 2021 - FBC Melgar 5e du Championnat du Pérou de football 2021 - Cienciano del Cusco 6e du Championnat du Pérou de football 2021 - Sport Boys 7e du Championnat du Pérou de football 2021 - Ayacucho FC 8e du Championnat du Pérou de football 2020 - Deportivo La Guaira 5e de la phase A du Championnat du Venezuela de football 2021 - Estudiantes de Mérida 6e de la phase A du Championnat du Venezuela de football 2021 - Hermanos Colmenarez 1er de la phase B du Championnat du Venezuela de football 2021 - Metropolitanos FC 2e de la phase B Championnat du Venezuela de football 2021 |

## Compétition

### Premier tour
Excepté les équipes du Brésil et de l'Argentine, les équipes rencontrent une autre équipe de la même fédération.
Les matchs se déroulent entre le 8 mars et le 17 mars 2022.
| Équipe                 | Aller | Total             | Retour | Équipe              |
| ---------------------- | ----- | ----------------- | ------ | ------------------- |
| Jorge Wilstermann      | 4 - 0 | 4 - 3             | 0 - 3  | CD Guabirá          |
| Royal Pari             | 2 - 3 | 2 - 6             | 0 - 3  | Oriente Petrolero   |
| Unión Española         | 1 - 2 | 2 - 2 (1 - 4 tab) | 1 - 0  | CD Antofagasta      |
| Deportivo Ñublense     | 0 - 0 | 1 - 2             | 1 - 2  | Unión La Calera     |
| La Equidad             | 0 - 0 | 1 - 3             | 1 - 3  | Atlético Junior     |
| Independiente Medellín | 2 - 1 | 3 - 3 (3 - 1 tab) | 1 - 2  | América de Cali     |
| Delfín SC              | 1 - 1 | 1 - 3             | 0 - 2  | 9 de Octubre        |
| Mushuc Runa SC         | 0 - 2 | 1 - 3             | 1 - 1  | LDU Quito           |
| Club Nacional          | 0 - 1 | 0 - 1             | 0 - 0  | Guaireña FC         |
| Sol de América         | 0 - 3 | 1 - 5             | 1 - 2  | General Caballero   |
| Ayacucho FC            | 2 - 0 | 4 - 3             | 2 - 3  | Sport Boys          |
| Cienciano del Cusco    | 1 - 1 | 1 - 2             | 0 - 1  | FBC Melgar          |
| Montevideo Wanderers   | 2 - 1 | 3 - 1             | 1 - 0  | Cerro Largo         |
| Liverpool FC           | 0 - 1 | 0 - 3             | 0 - 2  | River Plate         |
| Estudiantes de Mérida  | 0 - 2 | 0 - 6             | 0 - 4  | Metropolitanos FC   |
| Hermanos Colmenarez    | 2 - 0 | 2 - 3             | 0 - 3  | Deportivo La Guaira |

### Phase de poules
Tirage au sort des poules le 23 mars 2022.
Les vainqueurs du premier tour sont rejoints par les équipes du Brésil, de l'Argentine et les quatre équipes repêchées du 3e tour de qualification de la Copa Libertadores
Les premiers de poule sont qualifiés pour les huitièmes de finale, ils seront rejoint par les troisièmes de poule de la Copa Libertadores 2022.
- Première journée : 5 au 7 avril 2022
- Deuxième journée : 12 au 14 avril 2022
- Troisième journée : 26 au 28 avril 2022
- Quatrième journée : 3 au 5 mai 2022
- Cinquième journée : 17 au 19 mai 2022
- Sixième journée : 24 au 26 mai 2022

Légende des classements
- Qualifié pour les huitièmes de finale

#### Groupe A
| Rang | Équipe               | Pts | J | G | N | P | Bp | Bc | Diff |  | Résultats (▼ dom., ► ext.) |     |     |     |     |
| ---- | -------------------- | --- | - | - | - | - | -- | -- | ---- |  | -------------------------- | --- | --- | --- | --- |
| 1    | CA Lanús             | 11  | 6 | 3 | 2 | 1 | 7  | 4  | +3   |  | CA Lanús                   |     | 3-1 | 1-2 | 1-0 |
| 2    | Barcelona SC         | 9   | 6 | 2 | 3 | 1 | 9  | 8  | +1   |  | Barcelona SC               | 1-1 |     | 4-2 | 1-0 |
| 3    | Montevideo Wanderers | 8   | 6 | 2 | 2 | 2 | 6  | 7  | -1   |  | Montevideo Wanderers       | 0-1 | 0-0 |     | 1-1 |
| 4    | Metropolitanos FC    | 3   | 6 | 0 | 3 | 3 | 3  | 6  | -3   |  | Metropolitanos FC          | 0-0 | 2-2 | 0-1 |     |

#### Groupe B
| Rang | Équipe      | Pts | J | G | N | P | Bp | Bc | Diff |  | Résultats (▼ dom., ► ext.) |     |     |     |     |
| ---- | ----------- | --- | - | - | - | - | -- | -- | ---- |  | -------------------------- | --- | --- | --- | --- |
| 1    | FBC Melgar  | 12  | 6 | 4 | 0 | 2 | 10 | 6  | +4   |  | FBC Melgar                 |     | 2-0 | 3-1 | 3-1 |
| 2    | Racing Club | 12  | 6 | 4 | 0 | 2 | 7  | 5  | +2   |  | Racing Club                | 3-1 |     | 0-1 | 2-0 |
| 3    | Cuiabá EC   | 6   | 6 | 2 | 0 | 4 | 7  | 10 | -3   |  | Cuiabá EC                  | 1-2 | 2-0 |     | 1-2 |
| 4    | River Plate | 6   | 6 | 2 | 0 | 4 | 5  | 8  | -3   |  | River Plate                | 0-1 | 1-2 | 1-2 |     |

#### Groupe C
| Rang | Équipe               | Pts | J | G | N | P | Bp | Bc | Diff |  | Résultats (▼ dom., ► ext.) |     |     |     |     |
| ---- | -------------------- | --- | - | - | - | - | -- | -- | ---- |  | -------------------------- | --- | --- | --- | --- |
| 1    | Santos FC            | 11  | 6 | 3 | 2 | 1 | 7  | 5  | +2   |  | Santos FC                  |     | 1-0 | 3-2 | 1-1 |
| 2    | Unión La Calera      | 11  | 6 | 3 | 2 | 1 | 6  | 4  | +2   |  | Unión La Calera            | 1-1 |     | 3-2 | 1-0 |
| 3    | Universidad Católica | 5   | 6 | 1 | 2 | 3 | 7  | 8  | -1   |  | Universidad Católica       | 0-1 | 0-0 |     | 2-0 |
| 4    | CA Banfield          | 5   | 6 | 1 | 2 | 3 | 3  | 6  | -3   |  | CA Banfield                | 1-0 | 0-1 | 1-1 |     |

#### Groupe D
| Rang | Équipe            | Pts | J | G | N | P | Bp | Bc | Diff |  | Résultats (▼ dom., ► ext.) |     |     |     |     |
| ---- | ----------------- | --- | - | - | - | - | -- | -- | ---- |  | -------------------------- | --- | --- | --- | --- |
| 1    | São Paulo FC      | 16  | 6 | 5 | 1 | 0 | 12 | 3  | +9   |  | São Paulo FC               |     | 2-0 | 1-0 | 3-0 |
| 2    | CD Everton        | 11  | 6 | 3 | 2 | 1 | 7  | 4  | +3   |  | CD Everton                 | 0-0 |     | 2-1 | 1-1 |
| 3    | Ayacucho FC       | 4   | 6 | 1 | 1 | 4 | 5  | 8  | -3   |  | Ayacucho FC                | 2-3 | 0-2 |     | 0-0 |
| 4    | Jorge Wilstermann | 2   | 6 | 0 | 2 | 4 | 2  | 11 | -9   |  | Jorge Wilstermann          | 1-3 | 0-2 | 0-2 |     |

#### Groupe E
| Rang | Équipe                 | Pts | J | G | N | P | Bp | Bc | Diff |  | Résultats (▼ dom., ► ext.) |     |     |     |     |
| ---- | ---------------------- | --- | - | - | - | - | -- | -- | ---- |  | -------------------------- | --- | --- | --- | --- |
| 1    | SC Internacional       | 12  | 6 | 3 | 3 | 0 | 12 | 5  | +7   |  | SC Internacional           |     | 1-1 | 2-0 | 5-1 |
| 2    | Guaireña FC            | 10  | 6 | 2 | 4 | 0 | 10 | 8  | +2   |  | Guaireña FC                | 1-1 |     | 3-3 | 1-0 |
| 3    | Independiente Medellín | 5   | 6 | 1 | 2 | 3 | 8  | 11 | -3   |  | Independiente Medellín     | 0-1 | 1-1 |     | 2-1 |
| 4    | 9 de Octubre           | 4   | 6 | 1 | 1 | 4 | 9  | 15 | -6   |  | 9 de Octubre               | 2-2 | 2-3 | 3-2 |     |

#### Groupe F
| Rang | Équipe              | Pts | J | G | N | P | Bp | Bc | Diff |  | Résultats (▼ dom., ► ext.) |     |     |     |     |
| ---- | ------------------- | --- | - | - | - | - | -- | -- | ---- |  | -------------------------- | --- | --- | --- | --- |
| 1    | Atlético Goianiense | 13  | 6 | 4 | 1 | 1 | 11 | 5  | +6   |  | Atlético Goianiense        |     | 4-0 | 1-0 | 3-2 |
| 2    | LDU Quito           | 11  | 6 | 3 | 2 | 1 | 11 | 9  | +2   |  | LDU Quito                  | 1-1 |     | 4-0 | 2-2 |
| 3    | CD Antofagasta      | 6   | 6 | 2 | 0 | 4 | 6  | 11 | -5   |  | CD Antofagasta             | 2-1 | 1-2 |     | 1-3 |
| 4    | Defensa y Justicia  | 4   | 6 | 1 | 1 | 4 | 8  | 11 | -3   |  | Defensa y Justicia         | 0-1 | 1-2 | 0-2 |     |

#### Groupe G
| Rang | Équipe              | Pts | J | G | N | P | Bp | Bc | Diff |  | Résultats (▼ dom., ► ext.) |     |     |     |     |
| ---- | ------------------- | --- | - | - | - | - | -- | -- | ---- |  | -------------------------- | --- | --- | --- | --- |
| 1    | Ceará SC            | 18  | 6 | 6 | 0 | 0 | 17 | 1  | +16  |  | Ceará SC                   |     | 2-1 | 6-0 | 3-0 |
| 2    | CA Independiente    | 12  | 6 | 4 | 0 | 2 | 13 | 4  | +9   |  | CA Independiente           | 0-2 |     | 2-0 | 4-0 |
| 3    | General Caballero   | 4   | 6 | 1 | 1 | 4 | 2  | 15 | -13  |  | General Caballero          | 0-2 | 0-4 |     | 1-1 |
| 4    | Deportivo La Guaira | 1   | 6 | 0 | 1 | 5 | 1  | 13 | -12  |  | Deportivo La Guaira        | 0-2 | 0-2 | 0-1 |     |

#### Groupe H
| Rang | Équipe            | Pts | J | G | N | P | Bp | Bc | Diff |  | Résultats (▼ dom., ► ext.) |     |      |     |     |
| ---- | ----------------- | --- | - | - | - | - | -- | -- | ---- |  | -------------------------- | --- | ---- | --- | --- |
| 1    | CA Unión          | 12  | 6 | 3 | 3 | 0 | 10 | 2  | +8   |  | CA Unión                   |     | 0-0  | 1-1 | 2-0 |
| 2    | Fluminense FC     | 11  | 6 | 3 | 2 | 1 | 15 | 5  | +10  |  | Fluminense FC              | 0-0 |      | 2-1 | 3-0 |
| 3    | Atlético Junior   | 10  | 6 | 3 | 1 | 2 | 10 | 8  | +2   |  | Atlético Junior            | 0-4 | 3-0  |     | 2-0 |
| 4    | Oriente Petrolero | 0   | 6 | 0 | 0 | 6 | 3  | 23 | -20  |  | Oriente Petrolero          | 1-3 | 1-10 | 1-3 |     |

## Phase à élimination directe

### Qualification et tirage au sort
Les huit premiers de poule sont rejoints par les équipes placées à la troisième place des poules de la Copa Libertadores 2022.
Tirage au sort des huitièmes le 27 mai 2022.

### Huitièmes de finale
Les matchs aller se jouent le 29 juin et les matchs retour le 6 juillet 2022.
| Équipe                  | Aller | Total             | Retour | Équipe              |
| ----------------------- | ----- | ----------------- | ------ | ------------------- |
| Deportivo Táchira       | 1 - 1 | 2 - 2 (4 - 2 tab) | 1 - 1  | Santos FC           |
| Independiente del Valle | 2 - 1 | 2 - 1             | 0 - 0  | CA Lanús            |
| Colo-Colo               | 2 - 0 | 3 - 4             | 1 - 4  | SC Internacional    |
| Deportivo Cali          | 0 - 0 | 1 - 2             | 1 - 2  | FBC Melgar          |
| Nacional                | 2 - 0 | 4 - 1             | 2 - 1  | CA Unión            |
| Club Olimpia            | 2 - 0 | 2 - 2 (3 - 5 tab) | 0 - 2  | Atlético Goianiense |
| Universidad Católica    | 2 - 4 | 3 - 8             | 2 - 4  | São Paulo FC        |
| The Strongest           | 1 - 2 | 1 - 5             | 0 - 3  | Ceará SC            |

### Quarts de finale
Les matchs aller se jouent le 2/4 août et les matchs retour le  9/11 août 2022.
| Équipe              | Aller | Total             | Retour | Équipe                  |
| ------------------- | ----- | ----------------- | ------ | ----------------------- |
| Deportivo Táchira   | 0 - 1 | 1 - 5             | 1 - 4  | Independiente del Valle |
| SC Internacional    | 0 - 0 | 0 - 0 (1 - 3 tab) | 0 - 0  | FBC Melgar              |
| Atlético Goianiense | 1 - 0 | 4 - 0             | 3 - 0  | Nacional                |
| São Paulo FC        | 1 - 0 | 2 - 2 (4 - 3 tab) | 1 - 2  | Ceará SC                |

### Demi-finales
Les matchs aller se jouent le 30 août/1er septembre et les matchs retour le 6/8 septembre 2022.
| Équipe                  | Aller | Total             | Retour | Équipe       |
| ----------------------- | ----- | ----------------- | ------ | ------------ |
| Atlético Goianiense     | 3 - 1 | 3 - 3 (2 - 4 tab) | 0 - 2  | São Paulo FC |
| Independiente del Valle | 3 - 0 | 6 - 0             | 3 - 0  | FBC Melgar   |

### Finale
La finale initialement prévue à Brasilia est déplacée en Argentine car à la même date sont prévus les élections au Brésil, elle est jouée le 1er octobre 2022 au Estadio Mario Alberto Kempes à Córdoba.
| 1er octobre 2022 | São Paulo FC | 0 - 2   | Independiente del Valle  | Estadio Mario Alberto Kempes, Córdoba |                           |
|                  |              | (0 - 1) | 13e Díaz · 67e Faravelli | Arbitrage : Wilmar Roldán             | Arbitrage : Wilmar Roldán |

### Tableau final
|  | Huitièmes de finale       | Huitièmes de finale       | Huitièmes de finale       | Huitièmes de finale       |                         |                         | Quarts de finale | Quarts de finale | Quarts de finale | Quarts de finale |  |  | Demi-finales                | Demi-finales                | Demi-finales                | Demi-finales                |  |  | Finale                                                   | Finale                                                   | Finale                                                   | Finale                                                   |
|  |                           |                           |                           |                           |                         |                         |                  |                  |                  |                  |  |  |                             |                             |                             |                             |  |  |                                                          |                                                          |                                                          |                                                          |
|  | 28 juin et 5 juillet 2022 | 28 juin et 5 juillet 2022 | 28 juin et 5 juillet 2022 | 28 juin et 5 juillet 2022 |                         |                         | 2 et 9 août 2022 | 2 et 9 août 2022 | 2 et 9 août 2022 | 2 et 9 août 2022 |  |  | 31 août et 7 septembre 2022 | 31 août et 7 septembre 2022 | 31 août et 7 septembre 2022 | 31 août et 7 septembre 2022 |  |  | 1er octobre 2022 - Estadio Mario Alberto Kempes, Córdoba | 1er octobre 2022 - Estadio Mario Alberto Kempes, Córdoba | 1er octobre 2022 - Estadio Mario Alberto Kempes, Córdoba | 1er octobre 2022 - Estadio Mario Alberto Kempes, Córdoba |
|  | Nacional                  | Nacional                  | 2                         | 2                         |                         |                         | 2 et 9 août 2022 | 2 et 9 août 2022 | 2 et 9 août 2022 | 2 et 9 août 2022 |  |  | 31 août et 7 septembre 2022 | 31 août et 7 septembre 2022 | 31 août et 7 septembre 2022 | 31 août et 7 septembre 2022 |  |  | 1er octobre 2022 - Estadio Mario Alberto Kempes, Córdoba | 1er octobre 2022 - Estadio Mario Alberto Kempes, Córdoba | 1er octobre 2022 - Estadio Mario Alberto Kempes, Córdoba | 1er octobre 2022 - Estadio Mario Alberto Kempes, Córdoba |
|  | Nacional                  | Nacional                  | 2                         | 2                         |                         |                         | 2 et 9 août 2022 | 2 et 9 août 2022 | 2 et 9 août 2022 | 2 et 9 août 2022 |  |  | 31 août et 7 septembre 2022 | 31 août et 7 septembre 2022 | 31 août et 7 septembre 2022 | 31 août et 7 septembre 2022 |  |  | 1er octobre 2022 - Estadio Mario Alberto Kempes, Córdoba | 1er octobre 2022 - Estadio Mario Alberto Kempes, Córdoba | 1er octobre 2022 - Estadio Mario Alberto Kempes, Córdoba | 1er octobre 2022 - Estadio Mario Alberto Kempes, Córdoba |
|  | CA Unión                  | CA Unión                  | 0                         | 1                         |                         |                         | 2 et 9 août 2022 | 2 et 9 août 2022 | 2 et 9 août 2022 | 2 et 9 août 2022 |  |  | 31 août et 7 septembre 2022 | 31 août et 7 septembre 2022 | 31 août et 7 septembre 2022 | 31 août et 7 septembre 2022 |  |  | 1er octobre 2022 - Estadio Mario Alberto Kempes, Córdoba | 1er octobre 2022 - Estadio Mario Alberto Kempes, Córdoba | 1er octobre 2022 - Estadio Mario Alberto Kempes, Córdoba | 1er octobre 2022 - Estadio Mario Alberto Kempes, Córdoba |
|  | CA Unión                  | CA Unión                  | 0                         | 1                         | Nacional                | Nacional                | 0                | 0                |                  |                  |  |  | 31 août et 7 septembre 2022 | 31 août et 7 septembre 2022 | 31 août et 7 septembre 2022 | 31 août et 7 septembre 2022 |  |  | 1er octobre 2022 - Estadio Mario Alberto Kempes, Córdoba | 1er octobre 2022 - Estadio Mario Alberto Kempes, Córdoba | 1er octobre 2022 - Estadio Mario Alberto Kempes, Córdoba | 1er octobre 2022 - Estadio Mario Alberto Kempes, Córdoba |
|  | 30 juin et 7 juillet 2022 |                           |                           |                           | Nacional                | Nacional                | 0                | 0                |                  |                  |  |  | 31 août et 7 septembre 2022 | 31 août et 7 septembre 2022 | 31 août et 7 septembre 2022 | 31 août et 7 septembre 2022 |  |  | 1er octobre 2022 - Estadio Mario Alberto Kempes, Córdoba | 1er octobre 2022 - Estadio Mario Alberto Kempes, Córdoba | 1er octobre 2022 - Estadio Mario Alberto Kempes, Córdoba | 1er octobre 2022 - Estadio Mario Alberto Kempes, Córdoba |
|  |                           |                           | Atlético Goianiense       | Atlético Goianiense       | 1                       | 3                       |                  |                  |                  |                  |  |  | 31 août et 7 septembre 2022 | 31 août et 7 septembre 2022 | 31 août et 7 septembre 2022 | 31 août et 7 septembre 2022 |  |  | 1er octobre 2022 - Estadio Mario Alberto Kempes, Córdoba | 1er octobre 2022 - Estadio Mario Alberto Kempes, Córdoba | 1er octobre 2022 - Estadio Mario Alberto Kempes, Córdoba | 1er octobre 2022 - Estadio Mario Alberto Kempes, Córdoba |
|  | Club Olimpia              | Club Olimpia              | Atlético Goianiense       | Atlético Goianiense       | 1                       | 3                       | 2                | 0 (3)            |                  |                  |  |  | 31 août et 7 septembre 2022 | 31 août et 7 septembre 2022 | 31 août et 7 septembre 2022 | 31 août et 7 septembre 2022 |  |  | 1er octobre 2022 - Estadio Mario Alberto Kempes, Córdoba | 1er octobre 2022 - Estadio Mario Alberto Kempes, Córdoba | 1er octobre 2022 - Estadio Mario Alberto Kempes, Córdoba | 1er octobre 2022 - Estadio Mario Alberto Kempes, Córdoba |
|  | Club Olimpia              | Club Olimpia              | 3 et 10 août 2022         |                           |                         |                         | 2                | 0 (3)            |                  |                  |  |  | 31 août et 7 septembre 2022 | 31 août et 7 septembre 2022 | 31 août et 7 septembre 2022 | 31 août et 7 septembre 2022 |  |  | 1er octobre 2022 - Estadio Mario Alberto Kempes, Córdoba | 1er octobre 2022 - Estadio Mario Alberto Kempes, Córdoba | 1er octobre 2022 - Estadio Mario Alberto Kempes, Córdoba | 1er octobre 2022 - Estadio Mario Alberto Kempes, Córdoba |
|  | Atlético Goianiense       | Atlético Goianiense       | 0                         | 2 (5)                     |                         |                         |                  |                  |                  |                  |  |  | 31 août et 7 septembre 2022 | 31 août et 7 septembre 2022 | 31 août et 7 septembre 2022 | 31 août et 7 septembre 2022 |  |  | 1er octobre 2022 - Estadio Mario Alberto Kempes, Córdoba | 1er octobre 2022 - Estadio Mario Alberto Kempes, Córdoba | 1er octobre 2022 - Estadio Mario Alberto Kempes, Córdoba | 1er octobre 2022 - Estadio Mario Alberto Kempes, Córdoba |
|  | Atlético Goianiense       | Atlético Goianiense       | 0                         | 2 (5)                     | Atlético Goianiense     | Atlético Goianiense     | 3                | 0 (2)            |                  |                  |  |  |                             |                             |                             |                             |  |  | 1er octobre 2022 - Estadio Mario Alberto Kempes, Córdoba | 1er octobre 2022 - Estadio Mario Alberto Kempes, Córdoba | 1er octobre 2022 - Estadio Mario Alberto Kempes, Córdoba | 1er octobre 2022 - Estadio Mario Alberto Kempes, Córdoba |
|  | 30 juin et 7 juillet 2022 |                           |                           |                           | Atlético Goianiense     | Atlético Goianiense     | 3                | 0 (2)            |                  |                  |  |  |                             |                             |                             |                             |  |  | 1er octobre 2022 - Estadio Mario Alberto Kempes, Córdoba | 1er octobre 2022 - Estadio Mario Alberto Kempes, Córdoba | 1er octobre 2022 - Estadio Mario Alberto Kempes, Córdoba | 1er octobre 2022 - Estadio Mario Alberto Kempes, Córdoba |
|  |                           |                           | São Paulo FC              | São Paulo FC              | 1                       | 2 (4)                   |                  |                  |                  |                  |  |  |                             |                             |                             |                             |  |  | 1er octobre 2022 - Estadio Mario Alberto Kempes, Córdoba | 1er octobre 2022 - Estadio Mario Alberto Kempes, Córdoba | 1er octobre 2022 - Estadio Mario Alberto Kempes, Córdoba | 1er octobre 2022 - Estadio Mario Alberto Kempes, Córdoba |
|  | Universidad Católica      | Universidad Católica      | São Paulo FC              | São Paulo FC              | 1                       | 2 (4)                   | 2                | 1                |                  |                  |  |  |                             |                             |                             |                             |  |  | 1er octobre 2022 - Estadio Mario Alberto Kempes, Córdoba | 1er octobre 2022 - Estadio Mario Alberto Kempes, Córdoba | 1er octobre 2022 - Estadio Mario Alberto Kempes, Córdoba | 1er octobre 2022 - Estadio Mario Alberto Kempes, Córdoba |
|  | Universidad Católica      | Universidad Católica      | 1er et 8 septembre 2022   |                           |                         |                         | 2                | 1                |                  |                  |  |  |                             |                             |                             |                             |  |  | 1er octobre 2022 - Estadio Mario Alberto Kempes, Córdoba | 1er octobre 2022 - Estadio Mario Alberto Kempes, Córdoba | 1er octobre 2022 - Estadio Mario Alberto Kempes, Córdoba | 1er octobre 2022 - Estadio Mario Alberto Kempes, Córdoba |
|  | São Paulo FC              | São Paulo FC              | 4                         | 4                         |                         |                         |                  |                  |                  |                  |  |  |                             |                             |                             |                             |  |  | 1er octobre 2022 - Estadio Mario Alberto Kempes, Córdoba | 1er octobre 2022 - Estadio Mario Alberto Kempes, Córdoba | 1er octobre 2022 - Estadio Mario Alberto Kempes, Córdoba | 1er octobre 2022 - Estadio Mario Alberto Kempes, Córdoba |
|  | São Paulo FC              | São Paulo FC              | 4                         | 4                         | São Paulo FC            | São Paulo FC            | 1                | 1 (4)            |                  |                  |  |  |                             |                             |                             |                             |  |  | 1er octobre 2022 - Estadio Mario Alberto Kempes, Córdoba | 1er octobre 2022 - Estadio Mario Alberto Kempes, Córdoba | 1er octobre 2022 - Estadio Mario Alberto Kempes, Córdoba | 1er octobre 2022 - Estadio Mario Alberto Kempes, Córdoba |
|  | 29 juin et 6 juillet 2022 |                           |                           |                           | São Paulo FC            | São Paulo FC            | 1                | 1 (4)            |                  |                  |  |  |                             |                             |                             |                             |  |  | 1er octobre 2022 - Estadio Mario Alberto Kempes, Córdoba | 1er octobre 2022 - Estadio Mario Alberto Kempes, Córdoba | 1er octobre 2022 - Estadio Mario Alberto Kempes, Córdoba | 1er octobre 2022 - Estadio Mario Alberto Kempes, Córdoba |
|  |                           |                           | Ceará SC                  | Ceará SC                  | 0                       | 2 (3)                   |                  |                  |                  |                  |  |  |                             |                             |                             |                             |  |  | 1er octobre 2022 - Estadio Mario Alberto Kempes, Córdoba | 1er octobre 2022 - Estadio Mario Alberto Kempes, Córdoba | 1er octobre 2022 - Estadio Mario Alberto Kempes, Córdoba | 1er octobre 2022 - Estadio Mario Alberto Kempes, Córdoba |
|  | The Strongest             | The Strongest             | Ceará SC                  | Ceará SC                  | 0                       | 2 (3)                   | 1                | 0                |                  |                  |  |  |                             |                             |                             |                             |  |  | 1er octobre 2022 - Estadio Mario Alberto Kempes, Córdoba | 1er octobre 2022 - Estadio Mario Alberto Kempes, Córdoba | 1er octobre 2022 - Estadio Mario Alberto Kempes, Córdoba | 1er octobre 2022 - Estadio Mario Alberto Kempes, Córdoba |
|  | The Strongest             | The Strongest             | 2 et 9 août 2022          |                           |                         |                         | 1                | 0                |                  |                  |  |  |                             |                             |                             |                             |  |  | 1er octobre 2022 - Estadio Mario Alberto Kempes, Córdoba | 1er octobre 2022 - Estadio Mario Alberto Kempes, Córdoba | 1er octobre 2022 - Estadio Mario Alberto Kempes, Córdoba | 1er octobre 2022 - Estadio Mario Alberto Kempes, Córdoba |
|  | Ceará SC                  | Ceará SC                  | 2                         | 3                         |                         |                         |                  |                  |                  |                  |  |  |                             |                             |                             |                             |  |  | 1er octobre 2022 - Estadio Mario Alberto Kempes, Córdoba | 1er octobre 2022 - Estadio Mario Alberto Kempes, Córdoba | 1er octobre 2022 - Estadio Mario Alberto Kempes, Córdoba | 1er octobre 2022 - Estadio Mario Alberto Kempes, Córdoba |
|  | Ceará SC                  | Ceará SC                  | 2                         | 3                         | São Paulo FC            | São Paulo FC            | 0                | 0                |                  |                  |  |  |                             |                             |                             |                             |  |  |                                                          |                                                          |                                                          |                                                          |
|  | 29 juin et 6 juillet 2022 |                           |                           |                           | São Paulo FC            | São Paulo FC            | 0                | 0                |                  |                  |  |  |                             |                             |                             |                             |  |  |                                                          |                                                          |                                                          |                                                          |
|  |                           |                           | Independiente del Valle   | Independiente del Valle   | 2                       | 2                       |                  |                  |                  |                  |  |  |                             |                             |                             |                             |  |  |                                                          |                                                          |                                                          |                                                          |
|  | Deportivo Táchira         | Deportivo Táchira         | Independiente del Valle   | Independiente del Valle   | 2                       | 2                       | 1                | 1 (4)            |                  |                  |  |  |                             |                             |                             |                             |  |  |                                                          |                                                          |                                                          |                                                          |
|  | Deportivo Táchira         | Deportivo Táchira         |                           |                           |                         |                         |                  | 1 (4)            |                  |                  |  |  |                             |                             |                             |                             |  |  |                                                          |                                                          |                                                          |                                                          |
|  | Santos FC                 | Santos FC                 | 1                         | 1 (2)                     |                         |                         |                  |                  |                  |                  |  |  |                             |                             |                             |                             |  |  |                                                          |                                                          |                                                          |                                                          |
|  | Santos FC                 | Santos FC                 | 1                         | 1 (2)                     | Deportivo Táchira       | Deportivo Táchira       | 0                | 1                |                  |                  |  |  |                             |                             |                             |                             |  |  |                                                          |                                                          |                                                          |                                                          |
|  | 30 juin et 7 juillet 2022 |                           |                           |                           | Deportivo Táchira       | Deportivo Táchira       | 0                | 1                |                  |                  |  |  |                             |                             |                             |                             |  |  |                                                          |                                                          |                                                          |                                                          |
|  |                           |                           | Independiente del Valle   | Independiente del Valle   | 1                       | 4                       |                  |                  |                  |                  |  |  |                             |                             |                             |                             |  |  |                                                          |                                                          |                                                          |                                                          |
|  | Independiente del Valle   | Independiente del Valle   | Independiente del Valle   | Independiente del Valle   | 1                       | 4                       | 2                | 0                |                  |                  |  |  |                             |                             |                             |                             |  |  |                                                          |                                                          |                                                          |                                                          |
|  | Independiente del Valle   | Independiente del Valle   | 4 et 11 août 2022         |                           |                         |                         | 2                | 0                |                  |                  |  |  |                             |                             |                             |                             |  |  |                                                          |                                                          |                                                          |                                                          |
|  | CA Lanús                  | CA Lanús                  | 1                         | 0                         |                         |                         |                  |                  |                  |                  |  |  |                             |                             |                             |                             |  |  |                                                          |                                                          |                                                          |                                                          |
|  | CA Lanús                  | CA Lanús                  | 1                         | 0                         | Independiente del Valle | Independiente del Valle | 3                | 3                |                  |                  |  |  |                             |                             |                             |                             |  |  |                                                          |                                                          |                                                          |                                                          |
|  | 29 juin et 6 juillet 2022 |                           |                           |                           | Independiente del Valle | Independiente del Valle | 3                | 3                |                  |                  |  |  |                             |                             |                             |                             |  |  |                                                          |                                                          |                                                          |                                                          |
|  |                           |                           | FBC Melgar                | FBC Melgar                | 0                       | 0                       |                  |                  |                  |                  |  |  |                             |                             |                             |                             |  |  |                                                          |                                                          |                                                          |                                                          |
|  | Deportivo Cali            | Deportivo Cali            | FBC Melgar                | FBC Melgar                | 0                       | 0                       | 0                | 1                |                  |                  |  |  |                             |                             |                             |                             |  |  |                                                          |                                                          |                                                          |                                                          |
|  | Deportivo Cali            | Deportivo Cali            |                           |                           |                         |                         |                  | 1                |                  |                  |  |  |                             |                             |                             |                             |  |  |                                                          |                                                          |                                                          |                                                          |
|  | FBC Melgar                | FBC Melgar                | 0                         | 2                         |                         |                         |                  |                  |                  |                  |  |  |                             |                             |                             |                             |  |  |                                                          |                                                          |                                                          |                                                          |
|  | FBC Melgar                | FBC Melgar                | 0                         | 2                         | FBC Melgar              | FBC Melgar              | 0                | 0 (3)            |                  |                  |  |  |                             |                             |                             |                             |  |  |                                                          |                                                          |                                                          |                                                          |
|  | 28 juin et 5 juillet 2022 |                           |                           |                           | FBC Melgar              | FBC Melgar              | 0                | 0 (3)            |                  |                  |  |  |                             |                             |                             |                             |  |  |                                                          |                                                          |                                                          |                                                          |
|  |                           |                           | SC Internacional          | SC Internacional          | 0                       | 0 (1)                   |                  |                  |                  |                  |  |  |                             |                             |                             |                             |  |  |                                                          |                                                          |                                                          |                                                          |
|  | Colo-Colo                 | Colo-Colo                 | SC Internacional          | SC Internacional          | 0                       | 0 (1)                   | 2                | 1                |                  |                  |  |  |                             |                             |                             |                             |  |  |                                                          |                                                          |                                                          |                                                          |
|  | Colo-Colo                 | Colo-Colo                 |                           |                           |                         |                         |                  | 1                |                  |                  |  |  |                             |                             |                             |                             |  |  |                                                          |                                                          |                                                          |                                                          |
|  | SC Internacional          | SC Internacional          | 0                         | 4                         |                         |                         |                  |                  |                  |                  |  |  |                             |                             |                             |                             |  |  |                                                          |                                                          |                                                          |                                                          |
|  | SC Internacional          | SC Internacional          | 0                         | 4                         |                         |                         |                  |                  |                  |                  |  |  |                             |                             |                             |                             |  |  |                                                          |                                                          |                                                          |                                                          |
|  |                           |                           |                           |                           |                         |                         |                  |                  |                  |                  |  |  |                             |                             |                             |                             |  |  |                                                          |                                                          |                                                          |                                                          |